# Justicia abeggii
Justicia abeggii, vrsta justicije, trnovitog polugrma ili grma iz porodice primogovki. Vrsta je ograničena nas otok Hispaniola.
Vrsta je opisana u Arkiv för Botanik 22A(8): 93. 1928.